# Rafael Antognazza
Pablo Rafael Antognazza Pérez (Montevideo, 29 de diciembre de 1965) es un músico y compositor uruguayo, con una destacada trayectoria en el carnaval, el rock y el blues. Recibió el primer premio de Murgas del Carnaval Uruguayo en 2009 y 2010 con A Contramano. Además en 2010 recibió el premio al Mejor Director de Murgas del Carnaval Uruguayo y en 2011 el premio al Mejor Director Escénico en el desfile inaugural del Carnaval. Compartió escenario con músicos de la talla de B.B. King

## Historia
Comenzó su carrera artística como murguista cantando en el certamen de murga de los Juegos de AEBU (Asociación de Empleados Bancarios del Uruguay). Con menos de 20 años salió por primera vez en Carnaval con La Bohemia, dirigida por el "Peladito" Díaz. 
Su consolidación como arreglador y vocalista se da en su largo pasaje por Antimurga BCG. 
Con A Contramano, obtuvo dos primeros premios del carnaval y varios premios personales. 
En paralelo con su actividad carnavalera, ha participado en numerosos proyectos musicales entre los que se destacan el disco de Rock Sálvanos Turu de la banda La Plaga, la dirección musical y vocalista de La Sonora del Sur y su disco solista de 2011 Corso. 
También ha desarrollado una profusa actividad en la musicalización de obras teatrales.
En 2015 ganó el primer premio de la categoría murgas con Patos Cabreros y fue elegido como figura máxima del carnaval.

## Discografía[3]
- 1984, A las murgas las viste el pueblo con la murga La Bohemia. Sondor.
- 1985, Antimurga BCG 1985 Dirección y arreglos. Orfeo.
- 1987, Entre locos y loquitos Espectáculo para niños. Dirección y arreglos. Orfeo.
- 1998, Coro murguero de la canción “Hay que vivir para la joda” con la BCG para el álmbum “Rocanrol del arrabal” de la banda La Tabaré Riverock Banda. Orfeo.
- 1992, Sálvanos Turú Banda La Plaga. Perro andaluz.
- 1995, Todo por el blues con la banda del mismo nombre como vocalista invitado. En vivo en el Teatro El Galpón
- 1996, Tema Siénteme de Psiglo como vocalista invitado para La Banda de la Luna Azul en el álbum Lástima el Marabú Ayuí.
- 1998, La ventana con la banda La Sonora del Sur. Ayuí.
- 1998, Sere Lo mejor del carnaval con las murgas Antimurga BCG, La Divina Comedia, Curtidores de Hongos y Momolandia. Obligado 1999, 2000, 2002, 2003.
- 2002, Haciendo tiempo con la banda La Sonora del Sur. Bizarro.
- 2002, Canción El hombre azul con la murga Curtidores de Hongos para el álbum Poética murguera del cantautor Tabaré Cardozo. Obligado.
- 2002, Un sueño de caras pintadas con el grupo Entremurgas. Edición independiente.
- 2003, Canción El lucero de Venus para el álbum Agua abrazada de la intérprete Liese Lange. Edición independiente.
- 2003, Canción del Centenario en el marco de los festejos del centenario del Club Nacional de Football.
- 2004, Canción Cortada para el álbum del cantautor Miguel Livchich. Edición independiente.
- 2004, Momo vive en cada esquina con el grupo “Entremurgas”. Edición independiente.
- 2010, Disco del compositor argentino Chico Novarro producido por Raúl Medina. Montevideo music group.
- 2011, Corso disco solista. Ayuí / Tacuabé.